# 読売・吉野作造賞
読売・吉野作造賞（よみうり・よしのさくぞうしょう）は、読売新聞社と中央公論新社が2000年に創設した学術賞である。1999年に中央公論社が、読売新聞社の傘下となり中央公論新社となったため、中公の「吉野作造賞」と読売の「読売論壇賞」を一本化し発足した。
「政治、経済、社会、歴史、文化の各分野における優れた雑誌論文、評論、著作を顕彰する」とのみ要綱にうたい、ジャンルや年齢を問わずただ内容のみによって年間のベストワンを選出する。主宰する読売新聞社は「我が国で最も権威ある論壇賞」と自負している。受賞者には正賞の文箱と副賞の賞金300万円が贈られる。

## 受賞作
| 回（年）         | 受賞者     | 職業・肩書き                  | 受賞作                                                                           | 出身     | 専門分野                            |
| ---------------- | ---------- | ----------------------------- | -------------------------------------------------------------------------------- | -------- | ----------------------------------- |
| 第1回（2000年）  | 白石隆     | 京都大学教授                  | 『海の帝国：アジアをどう考えるか』中公新書                                       | 愛媛県   | インドネシア政治                    |
| 第1回（2000年）  | 吉川洋     | 東京大学教授                  | 『転換期の日本経済』岩波書店                                                     | 東京都   | マクロ経済学                        |
| 第2回（2001年）  | 田中明彦   | 東京大学教授                  | 『ワード・ポリティクス：グローバリゼーションの中の日本外交』筑摩書房             | 埼玉県   | 国際政治学                          |
| 第3回（2002年）  | 猪木武徳   | 国際日本文化研究センター 教授 | 『自由と秩序：競争社会の二つの顔』中公叢書                                       | 滋賀県   | 労働経済学 経済思想 経済史          |
| 第4回（2003年）  | 竹森俊平   | 慶応義塾大学教授              | 『経済論戦は甦る』東洋経済新報社                                                 | 東京都   | 国際経済学                          |
| 第4回（2003年）  | 中西寛     | 京都大学教授                  | 『国際政治とは何か：地球社会における人間と秩序』中公新書                         | 大阪府   | 国際政治学                          |
| 第5回（2004年）  | 古田博司   | 筑波大学教授                  | 『東アジア・イデオロギーを超えて』新書館                                         | 神奈川県 | 政治思想                            |
| 第6回（2005年）  | 阿川尚之   | 慶応義塾大学教授              | 『憲法で読むアメリカ史（上・下巻）』PHP新書                                      | 東京都   | 米国憲法史 日米関係史               |
| 第7回（2006年）  | 長谷川毅   | UCSB教授                      | 『暗闘：スターリン、トルーマンと日本降伏』中央公論新社                           | 東京都   | ロシア史                            |
| 第8回（2007年）  | 山本吉宣   | 青山学院大学教授              | 『「帝国」の国際政治学：冷戦後の国際システムとアメリカ』東信堂                   | 神奈川県 | 国際政治学                          |
| 第9回（2008年）  | 飯尾潤     | 政策研究大学院大学教授        | 『日本の統治構造：官僚内閣制から議院内閣制へ』中公新書                           | 兵庫県   | 現代日本政治論                      |
| 第10回（2009年） | 小池和男   | 法政大学名誉教授              | 『日本産業社会の「神話」：経済自虐史観をただす』日本経済新聞出版社               | 新潟県   | 労働経済学                          |
| 第11回（2010年） | 細谷雄一   | 慶応義塾大学准教授            | 『倫理的な戦争：トニー・ブレアの栄光と挫折』慶應義塾大学出版会                   | 千葉県   | イギリス外交史                      |
| 第12回（2011年） | 上山隆大   | 上智大学教授                  | 『アカデミック・キャピタリズムを超えて：アメリカの大学と科学研究の現在』NTT出版  | 大阪府   | 経済史                              |
| 第13回（2012年） | 竹内洋     | 関西大学東京センター長        | 『革新幻想の戦後史』中央公論新社                                                 | 東京都   | 教育社会学                          |
| 第14回（2013年） | 秋田茂     | 大阪大学教授                  | 『イギリス帝国の歴史：アジアから考える』中公新書                                 | 広島県   | イギリス帝国史                      |
| 第15回（2014年） | 遠藤乾     | 北海道大学教授                | 『統合の終焉：EUの実像と論理』岩波書店                                           | 東京都   | 国際政治学                          |
| 第16回（2015年） | 福永文夫   | 獨協大学教授                  | 『日本占領史 1945 - 1952：東京・ワシントン・沖縄』中公新書                       | 兵庫県   | 日本政治外交史                      |
| 第16回（2015年） | 木村幹     | 神戸大学教授                  | 『日韓歴史認識問題とは何か：歴史教科書・「慰安婦」・ポピュリズム』ミネルヴァ書房 | 大阪府   | 比較政治学                          |
| 第17回（2016年） | 受賞作なし |                               |                                                                                  |          |                                     |
| 第18回（2017年） | 篠田英朗   | 東京外国語大学教授            | 『集団的自衛権の思想史：憲法九条と日米安保』風行社                               | 神奈川県 | 国際政治学                          |
| 第19回（2018年） | 深井智朗   | 東洋英和女学院院長            | 『プロテスタンティズム：宗教改革から現代政治まで』中公新書                       | 埼玉県   | ドイツ思想史                        |
| 第20回（2019年） | 牧野邦昭   | 摂南大学准教授                | 『経済学者たちの日米開戦：秋丸機関「幻の報告書」の謎を解く』新潮選書             | 東京都   | 近代日本経済思想史                  |
| 第21回（2020年） | 小峰隆夫   | 大正大学教授                  | 『平成の経済』日本経済新聞出版社                                                 | 埼玉県   | 日本経済論                          |
| 第22回（2021年） | 伊藤亜聖   | 東京大学准教授                | 『デジタル化する新興国：先進国を超えるか、監視社会の到来か』中公新書             | 東京都   | 中国経済論                          |
| 第23回（2022年） | 櫻川昌哉   | 慶應義塾大学教授              | 『バブルの経済理論：低金利、長期停滞、金融劣化』日経BP日本経済新聞出版本部       | 福井県   | 日本経済論                          |
| 第24回（2023年） | 牧原出     | 東京大学教授                  | 『田中耕太郎：闘う司法の確立者、世界法の探求者』中公新書                         | 愛知県   | 行政学、政治史                      |
| 第25回（2024年） | 恒川惠市   | 東京大学名誉教授              | 『新興国は世界を変えるか』中公新書                                               | 千葉県   | 比較政治学 ラテンアメリカ政治       |
| 第26回（2025年） | 麻田雅文   | 成城大学教授                  | 『日ソ戦争：帝国日本最後の戦い』中公新書                                         | 東京都   | ロシア・東アジア近現代史 国際関係史 |

深井の受賞は当人の別の著書での捏造・盗用問題により2019年5月取り消しが決定した。

## 読売論壇賞（1991－99年）
- 第1回（1991年）　佐藤隆三『菊と鷲』講談社。
- 第2回（1992年）　北岡伸一『日米関係のリアリズム』中央公論社〈中公叢書〉。
- 第3回（1993年）　村上泰亮『反古典の政治経済学』（上・下巻）中央公論社。／竹内靖雄「アダム・スミスは生きている」『迷信の見えざる手』（講談社）所収。
- 第4回（1994年）　吉田和男『日本型経営システムの功罪』 東洋経済新報社。
- 第5回（1995年）　野田宣雄「文明衝突時代の指導者：正当性の根拠を与えない首相選びから未来はひらけない」『諸君!』（1994年6月号）。→のち『文明衝突時代の政治と宗教』（PHP研究所）所収。
- 第6回（1996年）　坂本多加雄『象徴天皇制度と日本の来歴』都市出版。
- 第7回（1997年）　佐伯啓思『現代日本のリベラリズム』講談社。
- 第8回（1998年）　川勝平太『文明の海洋史観』中公叢書。
- 第9回（1999年）　佐々木毅『プラトンの呪縛：二十世紀の哲学と政治』講談社。

## 選考委員

### 第1回～第9回
| 読売・吉野作造賞選考委員（第1回~第9回） | 読売・吉野作造賞選考委員（第1回~第9回） | 読売・吉野作造賞選考委員（第1回~第9回） | 読売・吉野作造賞選考委員（第1回~第9回） | 読売・吉野作造賞選考委員（第1回~第9回） | 読売・吉野作造賞選考委員（第1回~第9回） | 読売・吉野作造賞選考委員（第1回~第9回） | 読売・吉野作造賞選考委員（第1回~第9回） | 読売・吉野作造賞選考委員（第1回~第9回） | 読売・吉野作造賞選考委員（第1回~第9回） | 読売・吉野作造賞選考委員（第1回~第9回） |
| 年                                      | 座長                                    | 委員 （読売）                           | 委員（社外）                            | 委員（社外）                            | 委員（社外）                            | 委員（社外）                            | 委員（社外）                            | 委員（社外）                            | 委員（社外）                            | 委員（社外）                            |
| --------------------------------------- | --------------------------------------- | --------------------------------------- | --------------------------------------- | --------------------------------------- | --------------------------------------- | --------------------------------------- | --------------------------------------- | --------------------------------------- | --------------------------------------- | --------------------------------------- |
| 2000年                                  | 石川忠雄                                | 堀川吉則                                | 三浦朱門                                | 山崎正和                                | 北岡伸一                                | 木村尚三郎                              | 野田宣雄                                | 宮崎勇                                  | 飯田経夫                                | 高原須美子                              |
| 2001年                                  | 石川忠雄                                | 堀川吉則                                | 三浦朱門                                | 山崎正和                                | 北岡伸一                                | 木村尚三郎                              | 野田宣雄                                | 宮崎勇                                  | 飯田経夫                                | 高原須美子                              |
| 2002年                                  | 宮崎勇                                  | 堀川吉則                                | 三浦朱門                                | 山崎正和                                | 北岡伸一                                | 木村尚三郎                              | 野田宣雄                                |                                         |                                         |                                         |
| 2003年                                  | 宮崎勇                                  | 堀川吉則                                | 三浦朱門                                | 山崎正和                                | 北岡伸一                                | 木村尚三郎                              | 野田宣雄                                |                                         |                                         |                                         |
| 2004年                                  | 宮崎勇                                  | 滝鼻卓雄                                | 三浦朱門                                | 山崎正和                                | 北岡伸一                                | 木村尚三郎                              | 猪木武徳                                |                                         |                                         |                                         |
| 2005年                                  | 宮崎勇                                  | 滝鼻卓雄                                | 三浦朱門                                | 山崎正和                                | 北岡伸一                                | 木村尚三郎                              | 猪木武徳                                |                                         |                                         |                                         |
| 2006年                                  | 宮崎勇                                  | 滝鼻卓雄                                | 三浦朱門                                | 山崎正和                                | 北岡伸一                                | 木村尚三郎                              | 猪木武徳                                |                                         |                                         |                                         |
| 2007年                                  | 宮崎勇                                  | 滝鼻卓雄                                | 三浦朱門                                | 山崎正和                                | 北岡伸一                                | 山内昌之                                | 猪木武徳                                |                                         |                                         |                                         |
| 2008年                                  | 宮崎勇                                  | 老川祥一                                | 三浦朱門                                | 山崎正和                                | 北岡伸一                                | 山内昌之                                | 猪木武徳                                |                                         |                                         |                                         |

### 第10回~
現行の社外選考委員は、いずれも過去の受賞者である（山内は旧吉野賞、北岡は旧読売賞・旧吉野賞の両方を受賞。猪木・白石・吉川は現行の読売・吉野賞）。
| 読売・吉野作造賞選考委員（第10回~） | 読売・吉野作造賞選考委員（第10回~） | 読売・吉野作造賞選考委員（第10回~） | 読売・吉野作造賞選考委員（第10回~） | 読売・吉野作造賞選考委員（第10回~） | 読売・吉野作造賞選考委員（第10回~） | 読売・吉野作造賞選考委員（第10回~） | 読売・吉野作造賞選考委員（第10回~） | 読売・吉野作造賞選考委員（第10回~） |
| 年                                  | 座長                                | 委員 （読売）                       | 委員 （中公）                       | 委員（社外）                        | 委員（社外）                        | 委員（社外）                        | 委員（社外）                        | 委員（社外）                        |
| ----------------------------------- | ----------------------------------- | ----------------------------------- | ----------------------------------- | ----------------------------------- | ----------------------------------- | ----------------------------------- | ----------------------------------- | ----------------------------------- |
| 2009年                              | 宮崎勇                              | 老川祥一                            | 浅海保                              | 山内昌之                            | 北岡伸一                            | 三浦朱門                            | 猪木武徳                            | 山崎正和                            |
| 2010年                              | 宮崎勇                              | 老川祥一                            | 浅海保                              | 山内昌之                            | 北岡伸一                            | 三浦朱門                            | 猪木武徳                            | 山崎正和                            |
| 2011年                              | 猪木武徳                            | 老川祥一                            | 浅海保                              | 山内昌之                            | 北岡伸一                            | 三浦朱門                            | 宮崎勇                              | 山崎正和                            |
| 2012年                              | 猪木武徳                            | 老川祥一                            | 小林敬和                            | 山内昌之                            | 北岡伸一                            | 白石隆                              | 宮崎勇                              | 山崎正和                            |
| 2013年                              | 山内昌之                            | 老川祥一                            | 小林敬和                            | 猪木武徳                            | 北岡伸一                            | 白石隆                              | 宮崎勇                              | 山崎正和                            |
| 2014年                              | 猪木武徳                            | 老川祥一                            | 小林敬和                            | 山内昌之                            | 北岡伸一                            | 白石隆                              | 宮崎勇                              | 山崎正和                            |
| 2015年                              | 猪木武徳                            | 老川祥一                            | 小林敬和                            | 山内昌之                            | 北岡伸一                            | 白石隆                              | 宮崎勇                              | 山崎正和                            |
| 2016年                              | 猪木武徳                            | 老川祥一                            | 小林敬和                            | 山内昌之                            | 北岡伸一                            | 白石隆                              | 吉川洋                              |                                     |
| 2017年                              | 猪木武徳                            | 老川祥一                            | 大橋善光                            | 山内昌之                            | 北岡伸一                            | 白石隆                              | 吉川洋                              |                                     |
| 2018年                              | 猪木武徳                            | 老川祥一                            | 大橋善光                            | 山内昌之                            | 北岡伸一                            | 白石隆                              | 吉川洋                              |                                     |
| 2019年                              | 猪木武徳                            | 老川祥一                            | 松田陽三                            | 山内昌之                            | 北岡伸一                            | 白石隆                              | 吉川洋                              |                                     |
| 2020年                              | 猪木武徳                            | 老川祥一                            | 松田陽三                            | 山内昌之                            | 北岡伸一                            | 白石隆                              | 吉川洋                              |                                     |
| 2021年                              | 北岡伸一                            | 老川祥一                            | 松田陽三                            | 山内昌之                            | 猪木武徳                            | 白石隆                              | 吉川洋                              |                                     |
| 2022年                              | 北岡伸一                            | 老川祥一                            | 松田陽三                            | 山内昌之                            | 猪木武徳                            | 白石隆                              | 吉川洋                              |                                     |
| 2023年                              | 北岡伸一                            | 老川祥一                            | 安部順一                            | 山内昌之                            | 猪木武徳                            | 白石隆                              | 吉川洋                              |                                     |